# Pulgogi
A pulgogi (hangul: 불고기, RR: bulgogi) vagy nobiani (hangul: 너비아니, RR: neobiani) vékony szeletekre vágott bélszínből vagy más hasonló minőségű marhahúsból, illetve sertéshúsból készített marinált koreai étel. A szó szerinti jelentése „tűz-hús”, az elkészítés módjára, a grillezésre utalva. Koreában speciális grilltálcákat is készítenek hozzá, a grilléttermekben minden asztalon található egy.
A marináláshoz alapvetően szójaszószt, szezámolajat, fokhagymát és szezámmagot használnak, de kerülhet a pácba méz, gyömbér, bors, újhagyma és bor is.
Manapság hamburgert is készítenek belőle pulgogi (bulgogi) burger néven.

## Eredete
Valószínűleg a Kogurjo (Goguryeo) királyság (i.e. 37 – i.sz. 668) korszakából származik, amikor még mekcsok (maekjeok)nak (맥적) ismerték és nyárson sütötték. Az ételt feljegyezték egy 18. századi dokumentumban, a Tonggukszesigi (Donggeuksesigi)ben (동국세시기).

## Galéria

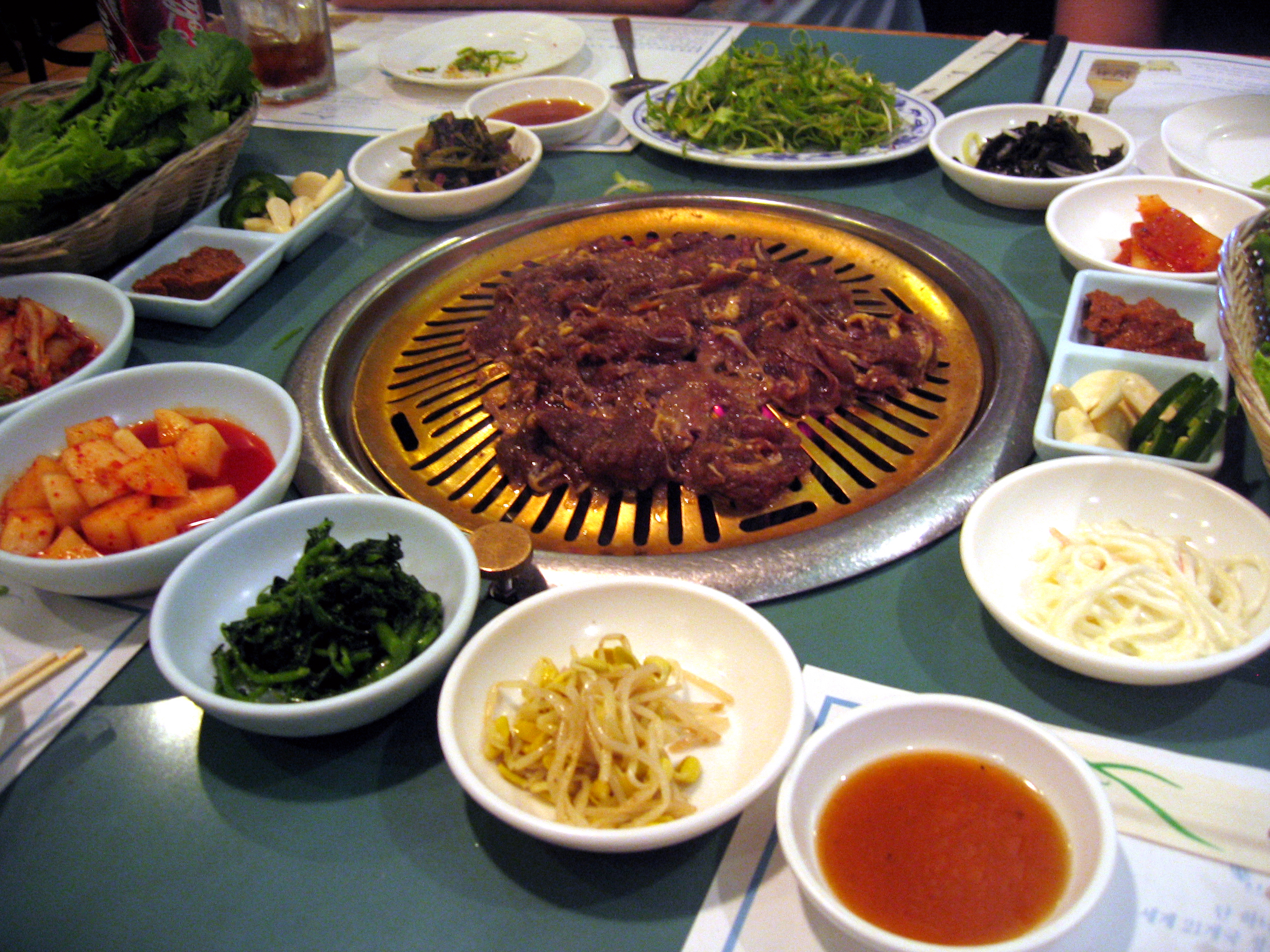
pulgogi (bulgogi)étterem: középen a pulgogi (bulgogi)grill, körben a köretek és szószok, például kkaktugi (kkakdeugi) (retekkimcshi (kimchi)) és sszamdzsang (ssamjang)
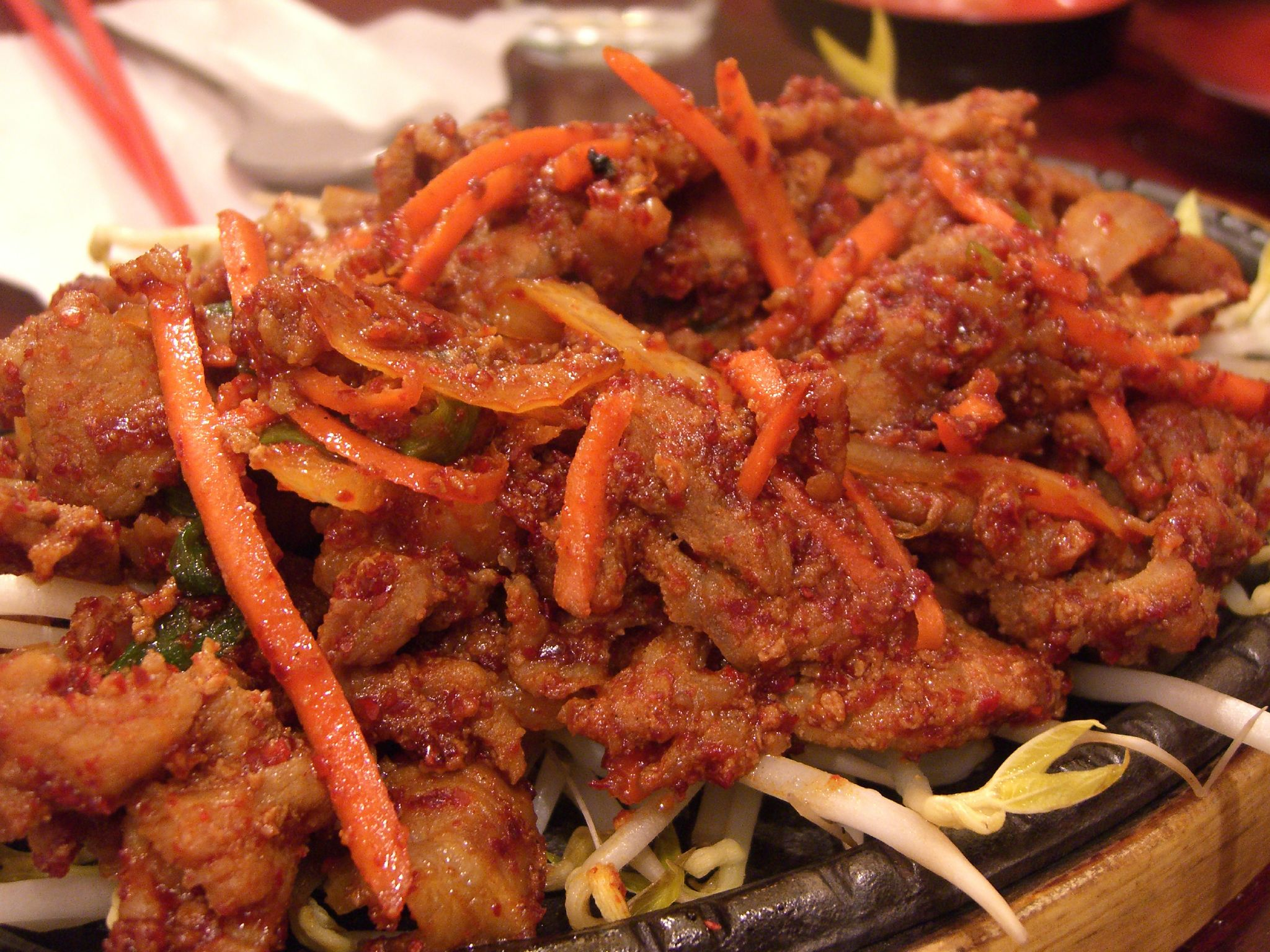
pulgogi (bulgogi) sertéshúsból
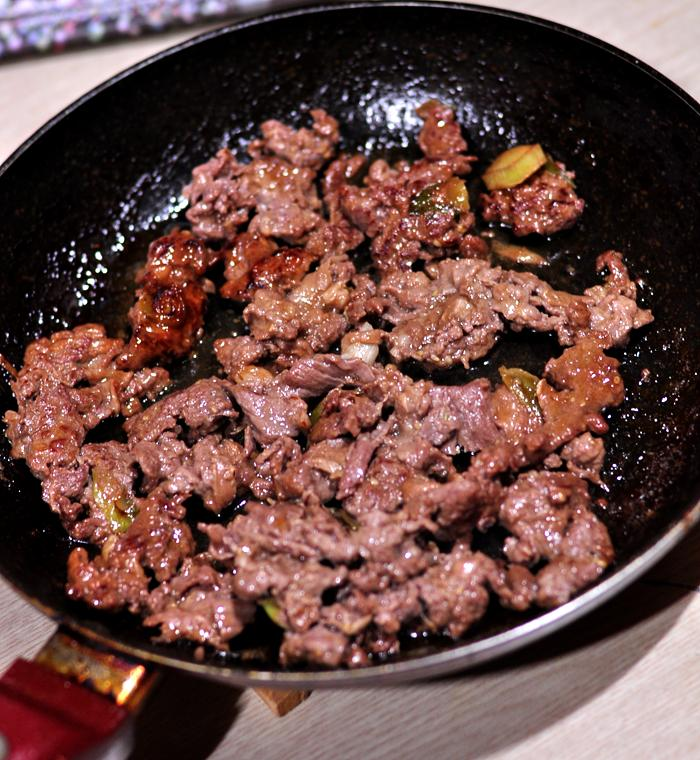
serpenyőben is készíthető
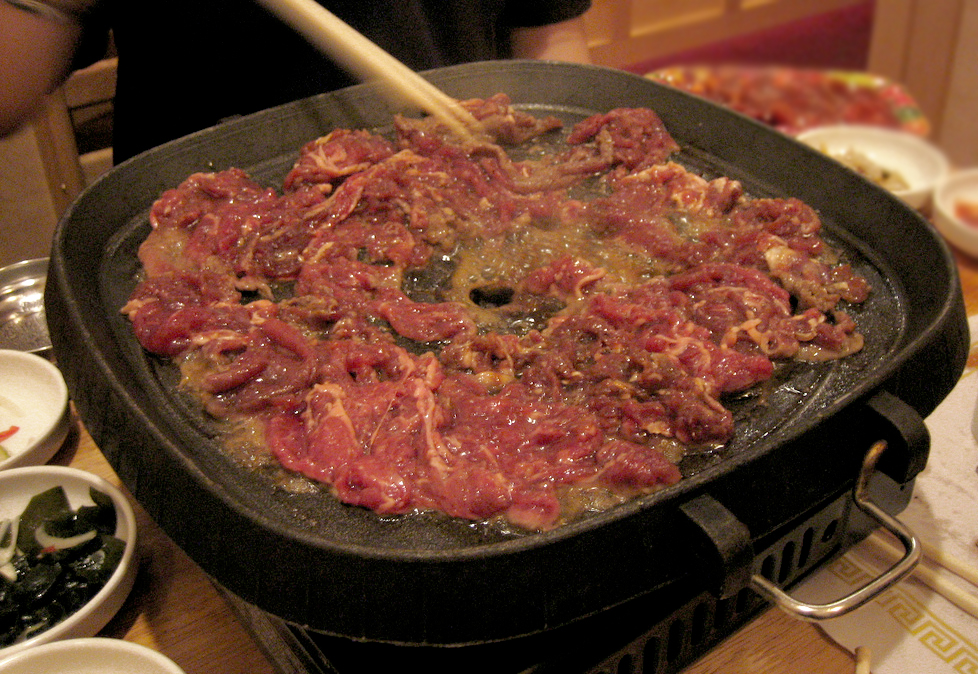
pulgogi (bulgogi) sütés közben